# Konrad Klek
Konrad Klek (* 1960 in Ebingen) ist ein deutscher evangelischer Theologe, Pfarrer,
Organist, Kirchenmusiker, Universitätsmusikdirektor und Hochschullehrer in Erlangen.

## Werdegang
Nach dem Studium der Evangelischen Theologie an der Kirchlichen Hochschule in Bielefeld-Bethel, an der Universität Tübingen, im Evangelischen Stift Tübingen und an der Universität München erfolgte ein weiteres Studium der Kirchenmusik, das Konrad Klek mit dem A-Examen ebenfalls in München abschloss. Bis 1989 arbeitete er als Vikar in Oppenweiler im Dekanat Backnang in der Evangelischen Landeskirche in Württemberg als evangelischer Pfarrer, um dann im Dezember 1989 eine Stelle als Bezirkskantor in Nürtingen anzutreten. 1996 erfolgte die Promotion (zum Dr. theol.) an der Universität Hamburg.
Klek ist Vater der Schachspielerin Hanna Marie Klek.

## Tätigkeit
Ab 1994 arbeitete Klek als Lehrbeauftragter für künstlerisches und liturgisches Orgelspiel an der Hochschule für Kirchenmusik in Esslingen, der jetzigen Evangelischen Hochschule für Kirchenmusik in Tübingen.
Seit dem Sommersemester 1999 lehrt Klek als Professor für Kirchenmusik an der Philosophischen Fakultät im Fachbereich Theologie der Universität Erlangen. Diese Aufgabe ist verbunden mit dem Amt eines Universitätsmusikdirektors.
Klek war Präsident der Internationalen Herzogenberg-Gesellschaft in Heiden (Schweiz), die der Erforschung der Werke von Heinrich von Herzogenberg gewidmet war und 2017 aufgelöst wurde.
Seit 2019 ist er für die geistliche Begleitung im Ehrenamt des Ephorus im theologischen Studienheim Werner-Elert tätig.

## Wissenschaftliches Arbeiten und Interessengebiete (Auswahl)
- Konrad Klek schrieb einige Artikel für das Biographisch-Bibliographische Kirchenlexikon (BBKL).
- Liturgik und Geschichte der Liturgie (insbesondere die ältere liturgische Bewegung um die Jahrhundertwende)
- Hymnologie
- theologische Bachforschung im Blick auf Johann Sebastian Bach
- Geschichte und Theorie der protestantischen Kirchenmusik
- Artikel „Hymnologie“, in: Probieren und Studieren. Lehrbuch zur Grundausbildung in der Evangelischen Kirchenmusik, hrsg. von Siegfried Bauer und Ingo Bredenbach, Strube-Verlag (Edition 9024) München 1996, S. 233–265, ISBN 3-921946-29-8